# 地層処分
地層処分（ちそうしょぶん）とは、原子力発電所から発生する使用済み燃料の再処理の際に発生する高レベル放射性廃棄物やTRU廃棄物の最終処分方法の一つである。放射性物質の濃度が高く、半減期の長い放射性物質を含むため、人が触れるおそれのない深部地下にこれを埋設することであり、低レベル放射性廃棄物の処分である「浅地中処分」とは区別される。

## 放射性物質の生物生息環境からの隔離
原子力発電、核兵器開発などの工程で生じた高レベル放射性廃棄物はその生物に与える脅威から、生物相からの隔離が必要となる。生物相からより離れた実用的な手段として地層処分が20世紀後半から考慮されている。地層処分においてはいかに人類を含む生物生活環境からこれら廃棄物を遠ざけるかが考慮され、何段階にもおよぶ防御（バリア）を施した埋設処分が検討されている。高レベル放射性廃棄物はガラスによって固化し（ガラス固化体）、30年から50年の中間貯蔵を経た後に、オーバーパックと呼ばれる金属などの容器に封入され地下深部に埋設される。地層処分の安全性を確保するため、人工バリアと天然バリアと呼ばれる多重バリアシステムの概念が用いられている。処分施設の計画や建設が進行中である（2011年時点で高レベル放射性廃棄物の為の地層処分施設に完成したものはない）。

## 放射性廃棄物の処分方法
放射性廃棄物の処分には以下の地層処分、浅地中処分がある。
| 廃棄物の種類           | 廃棄物の種類                         | 廃棄物の例                                         | 発生源                     | 処分方法                          |
| ---------------------- | ------------------------------------ | -------------------------------------------------- | -------------------------- | --------------------------------- |
| 高レベル放射性廃棄物   | 高レベル放射性廃棄物                 | ガラス固化体                                       | 再処理施設                 | 地層処分                          |
| 低レベル 放射性 廃棄物 | 高レベルの物                         | 制御棒、炉内構造物、 放射化金属                    | 原子力発電所               | 余裕深度処分                      |
| 低レベル 放射性 廃棄物 | 低レベルの物                         | 廃液、フィルター、廃器材、 消耗品等を固形化        | 原子力発電所               | 浅地中ピット処分                  |
| 低レベル 放射性 廃棄物 | レベルの極めて低い物                 | コンクリート、金属等                               | 原子力発電所               | 浅地中トレンチ処分                |
| 低レベル 放射性 廃棄物 | 超ウラン核種を含む廃棄物 (TRU廃棄物) | 燃料棒の部品、 廃液などプロセス廃棄物、 フィルター | 再処理施設 MOX燃料加工施設 | 特性に応じトレンチ処分以外の3段階 |
| 低レベル 放射性 廃棄物 | ウラン廃棄物                         | 消耗品、スラッジ、廃器材                           | ウラン濃縮 燃料加工施設    | 特性に応じ全4段階の処理           |
| 低レベル 放射性 廃棄物 | 研究所廃棄物                         |                                                    | 大学・企業等 研究機関      |                                   |
| 低レベル 放射性 廃棄物 | 放射性同位体(RI) 廃棄物              |                                                    | 医療機関等                 |                                   |

| 処分方法           | 廃棄物の例                                                               | 封入容器                                                 | 人工構造物                            | 深度      | 管理期間              |
| ------------------ | ------------------------------------------------------------------------ | -------------------------------------------------------- | ------------------------------------- | --------- | --------------------- |
| 地層処分           | 高レベル放射性廃棄物 およびTRU廃棄物                                     | ガラス固化体キャニスター                                 | 多重人工バリア 鉄筋コンクリート構造物 | 300ｍ以深 | 数万年以上            |
| 余裕深度処分       | 制御棒、炉内構造物 放射化金属および加工・再処理における プロセス廃棄物等 | 200リットルドラム缶等                                    | 鉄筋コンクリート構造物                | 50~100ｍ  | 数百年、 管理内容未定 |
| 浅地中ピット処分   | 廃液、フィルター 廃器材、消耗品等                                        | セメント等で固化した廃棄物を入れた 200リットルドラム缶等 | 鉄筋コンクリート構造物                | 十数ｍ    | 約300年               |
| 浅地中トレンチ処分 | コンクリート、金属等                                                     | 廃棄物のまま                                             | 人工構造物無し                        |           | 約50年                |

## 多重防御（バリア）

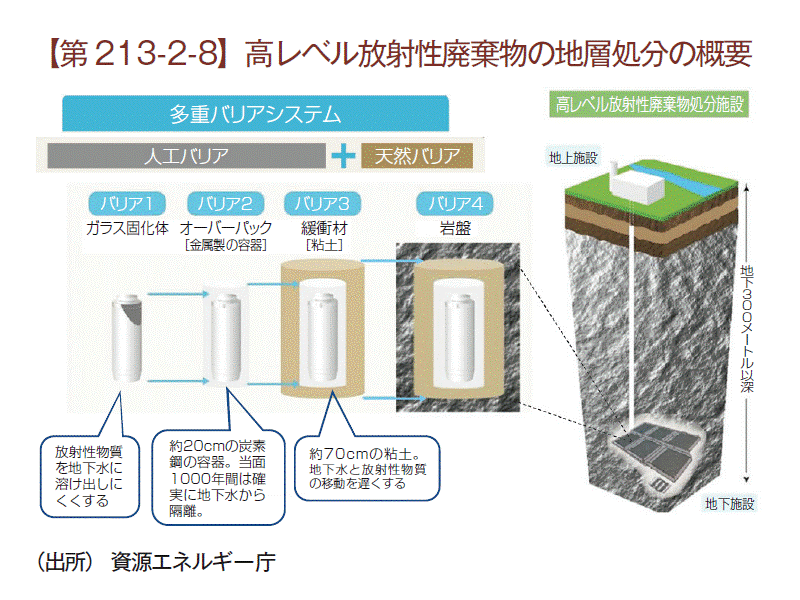
地層処分の概念

日本では地層処分において以下の4段階の遮蔽措置（バリア）が検討されているが最終決定には至っていない。人工バリアは放射性物質を生物環境から隔離するために設けられる障壁のうち、最も内側にある第一から第三の機能である。
- 第一バリア　ステンレス容器に封入したガラス固化体

使用済み核燃料の再処理工場から出る高レベル放射性廃棄物は濃縮されガラスに融解させステンレス製（肉厚約5mm）のキャニスター（直径約43cm、高さ約134cm、容量170リットル）の中で固化する。ステンレス製キャニスター（ステンレス鋼（ＳＵＳ）のほか耐熱鋼（ＳＵＨ）を用いる場合有り）5mmは貯蔵期間中の腐食を考慮し余裕を持たせている。ガラス固化体（正味体積150リットル、正味重量約400kg）は発熱量が、平均2.0kW（最大2.5kW）であり、30~50年間冷却の為に地上施設で管理貯蔵された後に地層処分される
。
- 第二バリア　オーバーパック

地層処分に際してはガラス固化体の入ったステンレスキャニスターは直径約80cm、高さ約170cm、壁厚約19cm、重さ6トンのオーバーパックと呼ばれる金属容器に収納・密閉される。材料には炭素鋼、チタン、銅が検討されている。このオーバーパックにより1000年間の遮蔽を目指している。
- 第三バリア　緩衝材

さらにその周りを厚さ約70cm粘土製の緩衝材ブロックで囲み、地下水や放射性物質の漏出を遅延させる。
- 第四バリア　天然バリア

最後のバリアが地下数百メートルという岩盤による遮蔽である。第一・第二バリアが腐食・破損し放射性物質の漏洩が始まってからも地層により地上への拡散を何万年も押さえ込めるという想定である。

## 地層の選択
20世紀後半から各国で様々な試行が繰り返されている。岩塩層、泥岩層、花崗岩層などが候補地に選ばれ試験施設が建設された（および建設中）。岩塩層はその可塑性（Plasticity）による亀裂自動修復効果が期待されているが同時にその可塑性による岩塩ドームの崩落など不安定性も憂慮されており、また耐水性に難がある。泥岩層は岩塩層同様に展延性（Ductility）による亀裂修復効果が期待されている。花崗岩層は岩塩層や泥岩層に比べその堅牢性、安定性が評価されているが亀裂の修復は期待できないなど一長一短がある。

## 処分地の管理
地層処分地は一定期間を立体的保護区として監視し、特定行為の制限などの対策を講じる。時間の経過に従い管理の度合いを段階的に排除し、最終的には人間の管理から離れることになる。
高レベル放射性廃棄物は30～50年間の中間貯蔵の後、深地層埋設処分される。埋設地選定・施設建設後、数十年間の操業（廃棄物の搬入）が行われる。操業終了後に施設は埋戻しされて地層処分作業は終了するが、埋設地周辺の管理はその後長期にわたり継続される予定である。
高レベル放射性廃棄物の放射能は時間とともに減衰するが無害のレベルまで崩壊するには数万年以上の時間が必要であり、地層処分の不確実性によるリスクは期間の増大とともに増えていく。地層処分が検討され始めた当初は、施設封鎖後1000年間程の情報管理が必要と考えられていたが、現在では「可能な限り長期間」とより長い努力目標に変わってきている。仮に1000年間の情報継承としても、日本の歴史に例えると紫式部日記の最古の記事が執筆されたとされる平安時代中期の1008年から、源氏物語千年紀の事業が行われた平成時代中期の2008年まで埋没施設の情報を引き継ぐ事に相当する。例え情報そのものが引き継がれたとしても民族や国家が滅亡するというケースもあり、存続していたとしても22世紀には世界人口の減少が始まり、世界的な超高齢社会に突入するという予想もされているため、これらの可能性も考慮されなければならない。
米国ではユッカマウンテンの処分施設（2011年時点で計画凍結）の管理期間を百万年としていた。ヨーロッパ各国では地層処分施設の管理期間を十万年としている。十万・百万年という地質時代の規模での管理を想定した場合、施設の継承はもとより情報の継承すら困難が予想されるため、後述のような対策が行われているが、その有効性については不明な部分が多い。

### 放射能の経時変化
日本で計画されているステンレス製のキャニスター1本のガラス固化体（正味体積150リットル、正味重量約400kg）の放射能は約4x1015ベクレル（最大4.5x1016ベクレル）で、その放射能は50年（一次冷却保管）後に半減、100年後に1/10、1000年後に1/400、1万年後に1/2000、10万年後に1/6000の約7x1011ベクレル、100万年後に1万分の1の約3.5x1011ベクレル、5000万年後に5百万分の1、10兆年後に5.5x108ベクレルへと減少していく（注意　記述の放射能の減衰の数値は原典のグラフを目測したもので正確な数値ではない）。

### 高レベル放射性廃棄物の在庫
2009年の時点でのガラス固化体の日本での在庫は日本原燃・再処理事業所に1445本、東海研究開発センターに247本であった。東海研究開発センターには他にガラス固化処分待ちの380立方メートルの高レベル放射性廃液があった。

### 処分地に関する記録の保存
将来世代による処分地への意図しない接触を抑止し、意図的な接触を行うか否かの意志決定に資する目的で、遠い将来まで残しうる記録媒体の開発、および方向性は逆であるが考古学的な視点を含めた記録保存の研究も行われている。保存されるべき情報のレベルは以下のように区分される。
1. 初歩的情報（「何らかの人造物がそこに存在する」）
2. 警告情報 （「何らかの人造物が存在し、それは危険なものである」）
3. 処分場に関する基本情報 （5W1Hに関する情報）
4. 処分場に関する総合情報 （詳細な記述、図表、グラフ、地図、ダイヤグラム等）
5. さらに詳細な情報

## 日本における地層処分
地層処分の研究開発は、1976年より実施されている。1992年に動力炉・核燃料開発事業団（現：日本原子力研究開発機構）が地層処分の技術的可能性を示した。地層処分の技術的な信頼性を高めるために茨城県東海村に地層処分基盤研究施設（放射性同位元素を使用しない施設）における研究開発を1993年より実施した。さらに、地層処分放射化学研究施設（放射性同位元素を使用可能な施設）を建設・開設した。両施設における研究成果をとりまとめ、核燃料サイクル開発機構（現：日本原子力研究開発機構）は1999年に地層処分の技術的信頼性を示した。この成果を受けて実際の日本の地下深部に関わる研究を実施するため、2001年に幌延深地層研究センターを、2002年に瑞浪超深地層研究所（岐阜県瑞浪市）の建設に着工し、地層処分や深部地下環境に関わる研究が実施されている。
高レベル放射性廃棄物は1996年3月時点でガラス固化体に換算して1万2千本相当が溜まっており、2030年には7万本相当になると試算されており地層処分施設では5.6~7km2の用地を必要と見積もられている。
2010年3月末時点で日本国内には処理の済んだガラス固化体1338本が日本原燃六ヶ所高レベル放射性廃棄物貯蔵管理センターで保管されている。日本原子力研究開発機構大洗研究開発センターには200リットルドラム缶換算で28836本相当の処理待ちの廃棄物が保管されている。日本は地震が多い火山国であるが、それでも地層処分の条件(例えば地下水が少なく活断層のない安定した地盤)を持つ候補地としては宮城県や福島県が挙げられるものの、問題は住民の理解が得られるかに掛っている。石炭層は地下水流量が多く適さない。

### 日本の地層処分研究
日本では、地震や火山噴火等に耐える強固な施設でなくてはならず、地下水にも汚染がないよう地下300mの箇所に多重バリアを引いて処理する手法が提示されているが、場所の選定からして大変であり、候補地の目途すら立たない状況にある。地層処分#施設検討・応募状況も参照。
岐阜県瑞浪市のJAEA瑞浪超深地層研究所では2007年11月現在、将来の高レベル放射性廃棄物の処分地を決める上で必要となる技術を研究するために、地下深く縦穴（立坑）を掘っている。2本の1,000mの穴を掘り、100m毎に地下水の動きや地震の影響を記録する装置を設置する予定である。北海道幌延町でもJAEAにより同様の施設の建設が進んでいる。
地層処分施設およびその周辺の管理期間に関して原子力委員会は1998年（平成10年）の報告の中で、にウラン鉱脈を持つカナダではガラス固化体は「一万年後にはウラン鉱と同レベルの放射能になる」、「地中のウラン鉱脈が地表に影響を与えていない」等から、当時は一万年を管理期間としていたことから日本もそれに習い一万年を管理期間とするよう勧告していた。
アメリカ合衆国でもネバダ州（人口密度は北海道の1/7）のユッカマウンテンに計画されていた地層処分施設の管理期間を当初一万年としていたが、2009年には管理期間を百万年に変更した。ヨーロッパ各国では地層処分施設の管理期間を十万年としている。
ガラス固化体一本（直径約40cm、高さ約130cm）の放射能は約4x1015ベクレルで、1万年後に1/2000の約2x1012ベクレル、10万年後に1/6000の約7x1011ベクレル、100万年後に1万分の1の約3.5x1011ベクレル。（注意：記述の放射能の減衰の数値は原典のグラフを目測したもので正確な数値ではない。）
高レベル放射性廃棄物は1996年3月時点でガラス固化体に換算して1万2千本相当が溜まっており、2030年には7万本相当になると試算されており地層処分施設では5.6〜7km2の用地を必要と見積もられている。
2009年時点ではガラス固化体1692本と処理待ちの380立方メートルの高レベル放射性廃液の在庫があった。
ガラス固化後の高レベル放射性廃棄物がウラン鉱石と同じ放射能レベルになるには長期間かかる。長寿命核種の分離変換（群分離・消滅処理）の技術が確立したのち実施をすればこれが数百年以下に短縮されるが、地層処分の必要性を変えるものではないと考えられている。

### 処分地の選定
「高レベル放射性廃棄物は、ガラスを混ぜて固めてステンレス製の容器に入れ、青森県や海外で一時的に保管されている。極めて強い放射線を出すため、無害になるまでに約10万年かかるとされるため、地下300メートルより深くに埋める「地層処分」をすることになっている。地層処分には、自然災害の影響を受けない、地盤が安定しているなどの条件がそろっていることが必要であり、これを調べるため、約20年かけて、文献調査、概要調査、精密調査の3段階の調査をおこなう。文献調査（2年程度）は、自治体が応募するか、国からの申し入れを自治体が受け入れた場合に始まる。交付金は最大20億円を受け取ることができる。研究論文や地質図を使い、地下の状態を把握する。例えば、活断層や火山活動で地殻変動が起きたり、鉱物資源があって将来掘り起こされたりする可能性がある場所を除外する。概要調査（4年程度）は、地下をボーリングして岩石の分布や地下水の流れ方などを調べる。交付金は最大70億円を受け取ることができる。精密調査（14年程度）はトンネルを掘り、地下施設を建設する。ただ、調査後も、処分場の建設や核のごみの搬入などの作業もあり、事業全体には100年以上かかるとされる。概要調査、精密調査、処分場の建設では、事前に経産相が調査地の市町村長と知事に意見を聞くことになっており、どちらか一方でも反対すれば先には進めない。
2000年、核のごみを地層処分すると定めた最終処分法（特定放射性廃棄物の最終処分に関する法律）が施行された。最終処分場選定の事業を担う原子力発電環境整備機構(NUMO)が発足した。
2002年、原子力発電環境整備機構が地層処分を行う場所を公募開始。2028年までに調査を終えて処分地を決定、2038年までに処分を開始するタイムスケジュールとなっている。
2007年、高知県東洋町が応募した。のちに町長選で対立候補者が当選し、応募を取り下げた。
2017年7月28日、経済産業省資源エネルギー庁は地層処分の適・不適の別、最終処分場の適地を記した「科学的特性マップ」を公表した。活断層や火山を避け、沿岸部を好ましい地域とした。
2020年10月、北海道の寿都町と神恵内村が応募した。道知事は反対の立場を表明した。11月、2町村で文献調査が始まった。
2021年4月、2町村で住民への情報共有のための「対話の場」が始まった。
2023年4月、政府は最終処分基本方針の改定を閣議決定した。候補地を募るため国の関与を強化した。9月、長崎県対馬市議会が文献調査推進の請願を採択した。のちに市長が受け入れないと表明した。
2023年10月30日、地球科学の専門家有志が、原発の使用済み核燃料から出る高レベル放射性廃棄物（核のごみ）の処分地選びについて、日本に適地はないとする声明を公表した
。
処分場の設置に当たっては、関連施設の誘致などが見込まれ、疲弊した地方の自治体には興味を示すところは少なくないとされる。ただし、誘致を表面化させた場合、周辺自治体等からの猛反発は避けられず、水面下での検討を余儀なくされている。
地層処分に関して自治体への援助は、その地域の「文献調査」（過去の地震等の調査）の実施に対して年間2億1,000万円が交付される。また「概要調査地区」（地層の実際の調査）では年間20億円の電源立地交付金が給付される。地方交付税の大幅削減の状況下で財政再建に苦しむ自治体ではこの交付金目的で調査に応じる場合も予想されている。
原子力発電環境整備機構では公募開始後、応募があれば対応するという受け身の活動であったが、2005年以降は要員を増強し地方へ長期出張して説明会・勉強会を実施するなど能動的応募獲得活動に移っている。下記の検討・応募状況以外にも多くの自治体から原子力発電環境整備機構（NUMO）への問い合わせがある。

### 2010年までの施設検討・応募状況
括弧内は2011年の推計人口、廃止自治体は廃止時の人口。
- 福井県旧和泉村（731人）2003年4月、応募検討が報道された。2005年11月に大野市へ編入消滅。
- 高知県旧佐賀町（3907人）2003年12月、応募検討が報道された。2006年3月黒潮町へと合併消滅。
- 熊本県旧御所浦町（3790人）2004年4月、応募検討が報道された。2006年3月天草市へと合併消滅。
- 鹿児島県旧笠沙町（3838人）2005年1月、応募検討が報道された。2005年11月南さつま市へと合併消滅。
- 長崎県新上五島町（21518人）2005年7月、応募検討が報道された。
- 滋賀県旧余呉町（3615人）

2005年10月に首長が、町の財政再建のため、受け入れの検討を表明。町の一般会計予算の規模は20数億円／年間であり、電源立地交付金はその全予算に匹敵する。しかし近畿一円の水源の琵琶湖に隣接する余呉町への放射性廃棄物移入は安全性リスクが高く、県が反対し町は一時誘致を撤回。
2006年9月、町は再度誘致を表明。しかし同年12月、町民の理解も得られず誘致断念。2010年1月長浜市へ編入消滅。
- 鹿児島県宇検村（1936人）2006年8月、村は誘致検討の報道。しかし県は誘致に否定的。
- 高知県津野町（6617人）2006年9月、応募検討が報道された。
- 高知県東洋町（3082人）

2006年に調査候補地に応募。しかし住民の理解が得られていないとして応募差戻しとされた。
2007年1月に再度調査候補地に応募。反対派候補の町長当選により4月に応募取り下げ。
- 長崎県対馬市（33380人）2006年12月、応募検討が報道された。
- 福岡県旧二丈町（13032人）2007年2月、応募検討が報道された。2010年1月糸島市へと合併消滅
- 鹿児島県南大隅町（8559人）2007年3月、応募検討が報道された。
- 秋田県上小阿仁村（2695人）2007年7月、応募検討が報道された。
- 福島県楢葉町（7372人）2009年3月、草野孝町長が、誘致を検討する意向を示したと報道[18]。

### 2020年以降の施設検討・応募状況
- 北海道寿都町
- 北海道神恵内村[19]

## 各国の施設
深地層への放射性廃棄物の保管は20世紀後半から各国で研究・試験がおこなわれてきた。主な施設を以下にあげる。貯蔵施設には将来の搬出を考慮したものと搬出を考慮しない永久埋設がある。より詳細は英語版en:Deep geological repositoryを参照。

### アメリカ合衆国

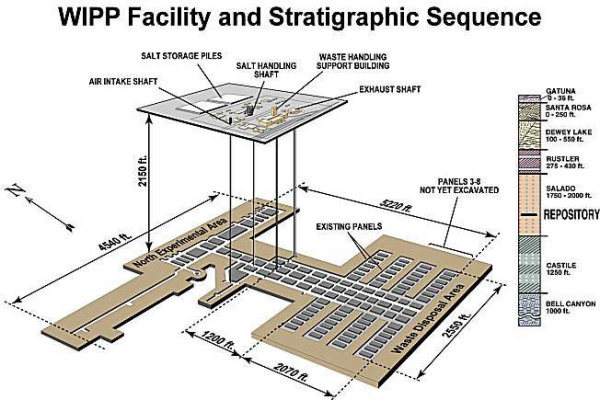
米国WIPP施設概要

- ニューメキシコ州カールズバッド核廃棄物隔離試験施設（WIPP）は、1974年より調査が開始され1999年に試験操業が始まった。同施設では核兵器の製造工程や原子力発電などからの高レベル放射性廃棄物を含むTRU廃棄物 が埋設されている。2010年の時点で既に9000回廃棄物が地下655メートルに搬送された。未来への伝言として敷地周辺には各種の標識と警告文が国連公用語（英語・ロシア語・中国語・フランス語・アラビア語・スペイン語）およびナバホ語で残される予定である。また現存する文明との非連続性を考慮し象形文字での表示も考慮されている。アメリカ合衆国環境保護庁（EPA）ではWIPP施設の管理期間を1万年としている[20]。

- ユッカマウンテン放射性廃棄物処分場（英版、ネバダ州）は、当初は1998年に操業開始の計画だったが、地元の強い反対などで大幅に遅れ、2002年に建設地が正式決定された。NRCは予備審査を経て、3年以上かけて正式審査に入る。廃棄物の受け入れを始めるのは早くても2020年ごろの予定であった。米国環境保護庁（EPA）は2001年6月にユッカマウンテンの処分場の管理期間を一万年とすると発表したが直後から原子力・環境団体とネバダ州政府がEPAの規定を巡り法廷闘争に入った。2004年6月に連邦高裁はEPAの基準は米国科学アカデミーの勧告と矛盾しており一万年は短すぎると判断した。2009年2月に判決に基づきEPAでは管理期間を100万年に変更した[21]。ユッカマウンテンに計画中の処分場は100万年後までの安全を考慮して審査される。

同処分場は、原子力発電所から出る使用済み核燃料などの高レベル廃棄物7万トンの容量を予定していた。2008年3月、米エネルギー省が、米原子力規制委員会（NRC）に建築認可を申請。建設予定地は、ラスベガスの北西約140キロの砂漠地帯である。しかし、2011年4月に第44代大統領バラク・オバマは施設開発予算を凍結した。

### フィンランド

オンカロ廃棄物貯蔵施設の図解

- オンカロ廃棄物貯蔵施設（Onkalo waste repository）を最終処分地として決定[22]。2004年に掘削を開始し、2011年現在第二期工事中である。花崗岩に囲まれた地下520メートルの場所に100年分の廃棄物の保管を可能にする施設で2020年に操業を開始する予定である。100年後の2120年には施設は埋没処理され、閉鎖される予定となっている。

### ドイツ

ドイツSchacht Asse IIの断面図

- Schacht Asse II（岩塩層、地下750メートル、1965年試験開始-1995年閉鎖）

岩塩坑道を流用したもので閉鎖までにウラン・プルトニウムを含む中・低レベル放射性廃棄物が搬入された。低レベル廃棄物ドラム（容量100〜400リットル）125787本、ウラン・プルトニウムを含む中レベル廃棄物容器（容量200リットル）。搬入時点での放射能は累計4.6x1015Bq（ベクレル）にのぼる（参考値：チェルノブイリ原発事故による放射性物質放出量推定14x1018）。
岩盤から坑道が受ける圧力によって岩塩層に自動修復能力を超える亀裂が入り、20世紀末からの地下水浸出によりその放射能汚染や岩塩ドームの溶解による坑道の崩落が危惧されている。2008年時点で一日11.8立方メートルの地下水が坑道内に流入しており、地下構造物の強度の劣化も観測されていることから、安定化遮蔽作業が継続されているが根本的解決には至っていない。
- Morsleben（岩塩層、地下630メートル、1971年搬入開始-1998年閉鎖）

岩塩坑道を流用したもので閉鎖までに中・低レベル放射性廃棄物総量36753立方メートル、0.38x1015Bq（ベクレル）が搬入された。こちらもSchacht Asse II同様に地下水浸出、岩塩ドーム崩落が危惧されている。岩塩ドーム崩壊などの防止の為の施設の安定化遮蔽作業はen:salt-concreteの流し込み等によって行われており（2011年継続中）費用は22億ユーロと見積もられている。
- Gorleben（岩塩層、計画保留）
- Schacht Konrad（堆積岩、地下800~1300メートル、建設中）

閉鎖された鉄鉱石の坑道で2013年の操業開始を目指し改装中である。中・低レベル放射性廃棄物総量30300立方メートルの容量を持つ。

### フランス

フランス（ANDRA）のMeuse/Haute Marne地下試験施設

- ムーズ・オート＝マルヌ地層研究所の地下試験施設で地下約500メートルの泥岩層にトンネルを掘削中である。2007年の時点で横坑の約500メートルのトンネルが掘削されており、2015年に工事が終了する予定である。

### スウェーデン
- オスカーシュハムン（Oskarshamn）、エストハンマル（スウェーデン）でサイト調査中[22]。

### モンゴル
有力なウラン産出国であるモンゴル
において核廃棄物処分場を建設する構想が国際協調の名の下に検討された。2010年9月に米エネルギー省とモンゴル政府の協議が始まり、2011年2月には日本が参加、その後アラブ首長国連邦（UAE）も加わり秘密裏に交渉が続いでいたが、計画が報道されモンゴル国内で反対の動きが高まり、2011年9月には計画は撤回された
。